# Желева, Румяна
Румяна Русева Желева (болг. Румяна Русева Желева; род. 18 апреля 1969, Нова-Загора) — экс-министр иностранных дел Болгарии (с 27 июля 2009 года по январь 2010 года).
На первых выборах болгарских представителей в Европейский парламент в июне 2007 года, затем и на выборах 7 июня 2009 года Желева была избрана евродепутатом. 5 октября 2009 года она была выдвинута Бойко Борисовым в качестве кандидата в члены Европейской комиссии. Однако статья газеты Die Welt обвинила её мужа Красимира Желева в связях с русской мафией.
После провальной презентации перед парламентской комиссией в Европейском парламенте, Румяна Желева сняла свою кандидатуру на пост еврокомиссара по международному сотрудничеству и оказанию гуманитарной помощи и подала в отставку с поста министра иностранных дел. 20 января 2010 года Исполнительная комиссия партии ГЕРБ приняла её отставку.